# Leichtathletik-Weltmeisterschaften 2023/Teilnehmer (Simbabwe)
| Gelbes Symbol für Goldmedaillen mit stilisierten Olympischen Ringen | Graues Symbol für Silbermedaillen mit stilisierten Olympischen Ringen | Braundes Symbol für Bronzemedaillen mit stilisierten Olympischen Ringen |
| ------------------------------------------------------------------- | --------------------------------------------------------------------- | ----------------------------------------------------------------------- |
| –                                                                   | –                                                                     | –                                                                       |

Der Leichtathletikverband von Simbabwe nahm an den Leichtathletik-Weltmeisterschaften 2023 in Budapest teil. Eine Athletin und drei Athleten wurden vom simbabwischen Verband nominiert.

## Ergebnisse

### Männer

#### Laufdisziplinen
| Athlet               | Disziplin | Vorlauf | Vorlauf | Halbfinale | Halbfinale | Finale       | Finale |
| Athlet               | Disziplin | Zeit    | Platz   | Zeit       | Platz      | Zeit         | Platz  |
| -------------------- | --------- | ------- | ------- | ---------- | ---------- | ------------ | ------ |
| Tapiwanashe Makarawu | 200 m     | 20,64 s | 30      | DNQ        | DNQ        | –            | –      |
| Isaac Mpofu          | Marathon  |         |         |            |            | 2:11:33 h SB | 16     |
| Ngonidzashe Ncube    | Marathon  |         |         |            |            | 2:17:02 h SB | 37     |

### Frauen

#### Laufdisziplinen
| Athletin           | Disziplin | Vorlauf | Vorlauf | Halbfinale | Halbfinale | Finale    | Finale |
| Athletin           | Disziplin | Zeit    | Platz   | Zeit       | Platz      | Zeit      | Platz  |
| ------------------ | --------- | ------- | ------- | ---------- | ---------- | --------- | ------ |
| Fortunate Chidzivo | Marathon  |         |         |            |            | 2:43:28 h | 55     |